# Sphingicampa digueti
Sphingicampa digueti är en fjärilsart som beskrevs av Eugène Louis Bouvier 1929. Sphingicampa digueti ingår i släktet Sphingicampa och familjen påfågelsspinnare. Inga underarter finns listade i Catalogue of Life.